# Soganverdilar
Soganverdilar (azerbajdzjanska: Soğanverdilər) är en ort i Azerbajdzjan.   Den ligger i distriktet Bərdə Rayonu, i den centrala delen av landet, 240 km väster om huvudstaden Baku. Soganverdilar ligger 96 meter över havet och antalet invånare är 1 487.
Terrängen runt Soganverdilar är platt. Runt Soganverdilar är det ganska tätbefolkat, med 134 invånare per kvadratkilometer.. Närmaste större samhälle är Quzanlı, 8,9 km söder om Soganverdilar.
Trakten runt Soganverdilar består till största delen av jordbruksmark.